# One Piece Gold
One Piece Gold ist der zwölfte Zeichentrick-Kinofilm zur Anime-Serie One Piece, die wiederum auf der gleichnamigen Manga-Serie des Mangaka Eiichirō Oda basiert. Der Film feierte seine Weltpremiere am 15. Juli 2016 im Emirates Palace Hotel in Abu Dhabi.

## Handlung
Der Film handelt in der Neuen Welt der fiktiven One-Piece-Welt. Die Strohhutbande besucht das Gran Tesoro, die größte Vergnügungsstätte der Welt. Die Vergnügungsstätte besteht aus purem Gold. Der Herrscher Gildo Tesoro, der Gran Tesoro mit seinen Teufelskräften – die Gold-Frucht – kontrolliert und ein strenges Regiment führt, hat es auf Ruffy abgesehen, um ihn der Marine zu übergeben. Ruffy und seine Freunde versuchen ihn dabei aufzuhalten und zu stürzen.

## Veröffentlichungen
Der Film wurde in Japan von Tōei Animation produziert und wurde dort ab dem 23. Juli 2016 im Kino gezeigt, nachdem es seine Premiere am 15. Juli 2016 im Emirates Palace Hotel in Abu Dhabi hatte. In Deutschland kam der Film am 26. Juli 2016 in die Kinos.
Der Film spielte in Japan 5,18 Milliarden Yen (etwa 45,8 Millionen Euro) ein.
In dem One Piece Band 83 finden sich zwei Bilder zu diesem Film. 

## Synchronisation
Für die deutsche Synchronisation war diesmal die Rescue Film GmbH aus München zuständig. Das Dialogbuch wurde von Florian Kramer geschrieben, die Dialogregie übernahm Paul Sedlmeir. Die Synchronsprecher des Animes wurden dazu verpflichtet, ihre Figuren auch im Film zu sprechen. Dies ist der erste Film, in dem Zorro nicht mehr von Philipp Brammer gesprochen wird, welcher bereits im Jahr 2014 verstarb.
| Rolle                       | Japanischer Sprecher (Seiyū) | Deutscher Sprecher                                 |
| --------------------------- | ---------------------------- | -------------------------------------------------- |
| Monkey D. Ruffy             | Mayumi Tanaka                | Daniel Schlauch                                    |
| Lorenor Zorro               | Kazuya Nakai                 | Uwe Thomsen                                        |
| Nami                        | Akemi Okamura                | Stephanie Kellner                                  |
| Lysop                       | Kappei Yamaguchi             | Dirk Meyer                                         |
| Vinsmoke Sanji              | Hiroaki Hirata               | Hubertus von Lerchenfeld                           |
| Tony Chopper                | Ikue Ohtani                  | Martin Halm                                        |
| Nico Robin                  | Yuriko Yamaguchi             | Simone Brahmann                                    |
| Cutty „Franky“ Framm        | Kazuki Yao                   | Frank Engelhardt                                   |
| Brook                       | Yūichi Nagashima             | Benedikt Gutjan                                    |
| Gildo Tesoro                | Kazuhiro Yamaji              | Alexander Brem, Henk Flemming (Gesangsstimme)      |
| Baccarat                    | Nanao Arai                   | Petra Einhoff                                      |
| Carina                      | Hikari Mitsushima            | Christine Stichler, Ricarda Kinnen (Gesangsstimme) |
| Dice                        | Kobayashi Kendou             | Eric Brodka                                        |
| Tanaka                      | Gaku Hamada                  | Sebastian Goder                                    |
| Raise Max                   | Kin’ya Kitaooji              | Thomas Rauscher                                    |
| Großadmiral Sakazuki/Akainu | Fumihiko Tachiki             | Michael Brennicke                                  |
| Rob Lucci                   | Tomokazu Seki                | Manfred Trilling                                   |
| Spandam                     | Masaya Onosaka               | Tobias Lelle                                       |
| Sabo                        | Tooru Furuya                 | Felix Mayer                                        |
| Koala                       | Satsuki Yukino               | Shirin Lotze                                       |
| Bit                         | Ayaka Miyoshi                | Shirin Lotze                                       |
| Long Long                   | Wataru Takagi                | Berno von Cramm                                    |
| Narcy                       | Nobuyuki Hiyama              | Gerhard Acktun                                     |
| Straight                    | Yasuhiro Mamiya              | Gerhard Jilka                                      |
| Ricca                       | Chika Sakamoto               | Felix Auer                                         |
| Tempo                       | Naoko Watanabe               | Julia Lowack                                       |
| White Jack                  | Naoto Takenaka               | Christian Hoening                                  |